# Lara Klaes
Lara Klaes (* 24. Februar 1997 in Neuwied) ist eine deutsche Politikerin von Bündnis 90/Die Grünen. Seit 2024 ist sie Abgeordnete im Hessischen Landtag.

## Leben
Klaes wuchs in Neuwied auf und ist seit 2008 bei den Pfadfindern aktiv. Nach Abschluss der Schule zog sie 2018 nach Wiesbaden, um Soziale Arbeit zu studieren. 2022 erlangte sie an der Hochschule RheinMain ihren Bachelor-Abschluss. Bis Sommer 2023 war sie als pädagogische Fachkraft in einer Kindertagesstätte tätig und engagierte sich ehrenamtlich und nebenberuflich im Verein Spiegelbild – Politische Bildung in Wiesbaden.

## Politischer Werdegang
Klaes ist seit 2018 Mitglied bei Bündnis 90/Die Grünen. Sie war von September 2020 bis September 2021 Kreissprecherin der Grünen Jugend Wiesbaden und von Oktober 2021 bis Oktober 2022 Landessprecherin der Grünen Jugend Hessen.
Bei der Landtagswahl in Hessen 2023 kandidierte sie für das Direktmandat im Wahlkreis Wiesbaden II, unterlag aber Ralph Alexander Lorz von der CDU. Über Listenplatz 9 der Landesliste der Grünen gelang ihr der Einzug in den Hessischen Landtag.
Im Hessischen Landtag ist Lara Klaes Mitglied im Innenausschuss, Rechtspolitischen Ausschuss, Unterausschuss Justizvollzug und Unterausschuss für Heimatvertriebene, Aussiedler, Flüchtlinge und Wiedergutmachung. Sie ist Fraktionssprecherin für Demokratieförderung, Extremismusprävention, Justizvollzug und Flucht. Seit April 2025 ist Lara Klaes rechtspolitische Sprecherin der Fraktion und hat mit dem Ausscheiden von Tarek Al-Wazir aus dem Hessischen Landtag die Rolle als Obfrau der Grünen im Rechtsausschuss übernommen.